# Ремда-Тайхель
Ремда-Тайхель (нем. Remda-Teichel) — город в Германии, в земле Тюрингия. 
Входит в состав района Заальфельд-Рудольштадт.  Население составляет 3002 человека (на 31 декабря 2010 года). Занимает площадь 79,61 км². Официальный код  —  16 0 73 105.
Город подразделяется на 9 городских районов.

## Фотографии

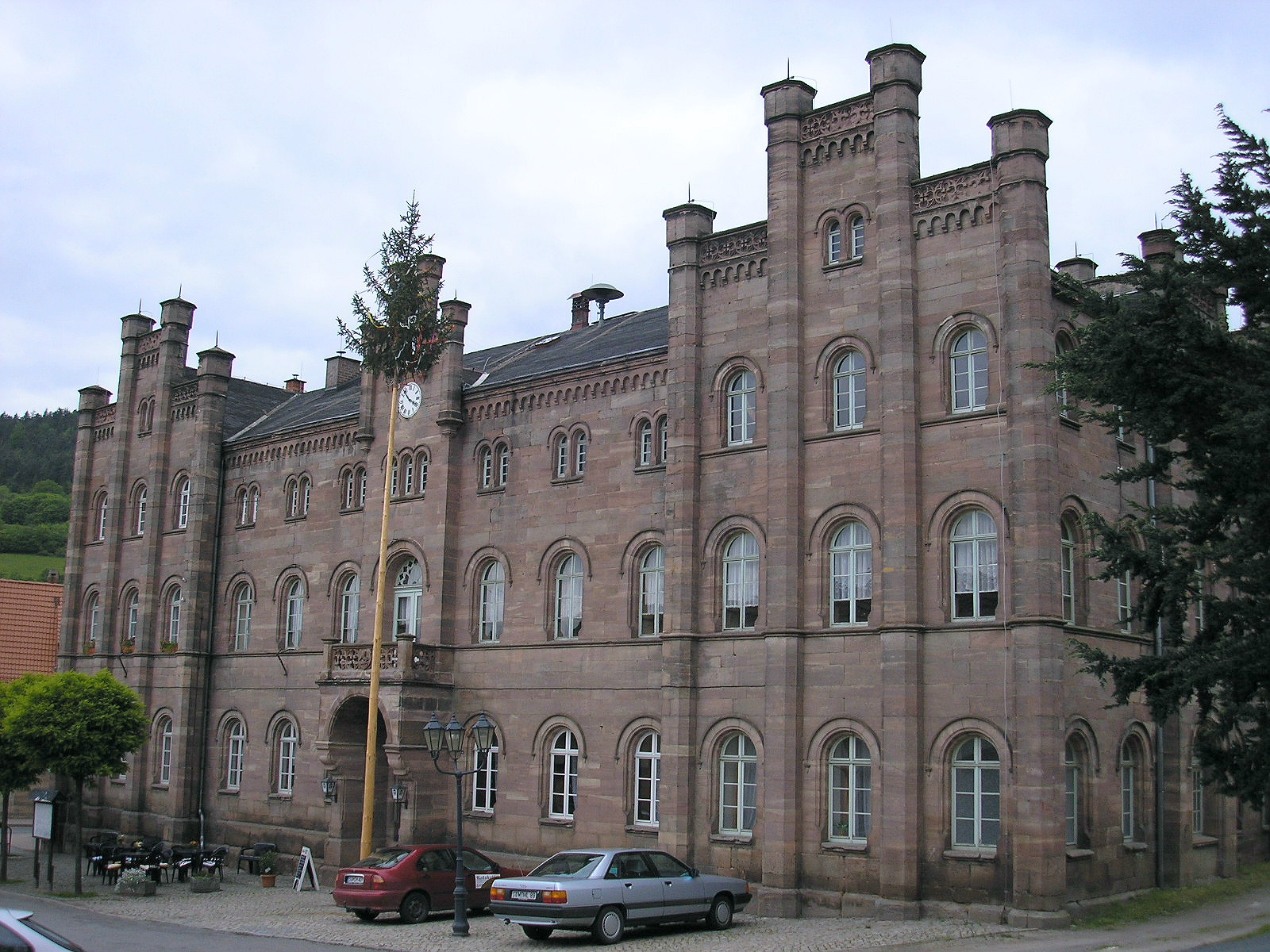
Ратуша
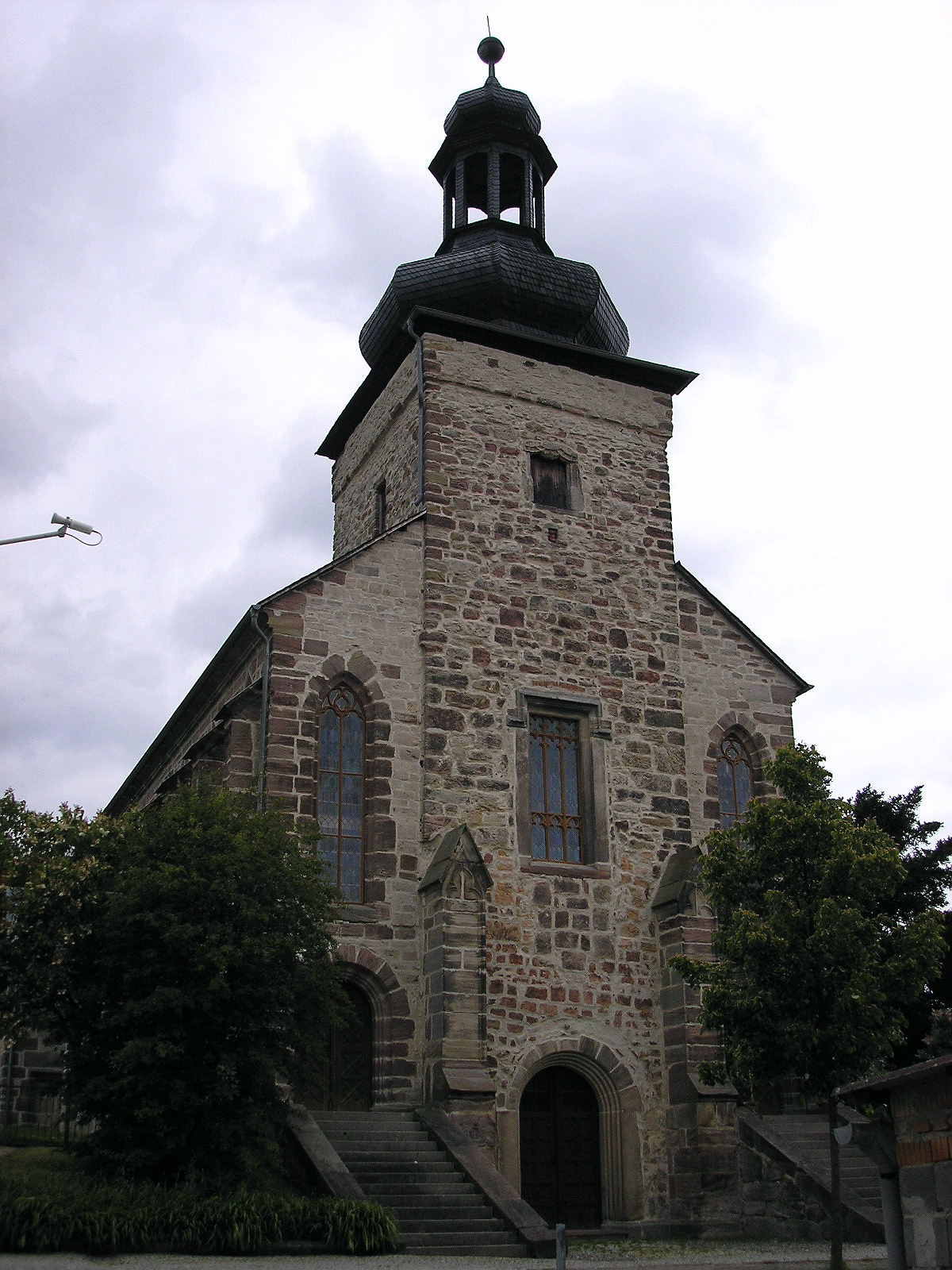
Церковь
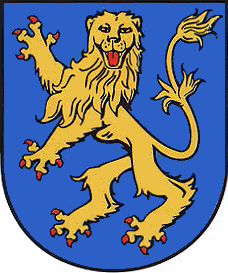
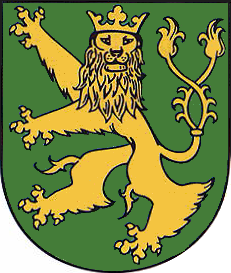